# Louis Verjus de Crécy

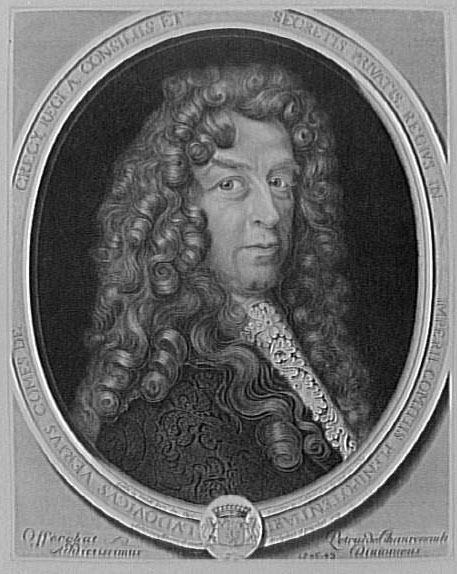
Crécy-Verjus, Botschafter – Kupferstich von Antoine Masson (1636–1700) nach einem Porträt von ca. 1695, als Verjus Bevollmächtigter für die deutschen Länder war.

Louis Verjus de Crécy (* 1629 in Paris; † 13. Dezember 1709 ebenda) war ein französischer Politiker, Diplomat und Mitglied der Académie française.

## Leben und Werk
Louis Verjus, Bruder des Jesuiten Antoine Verjus (1632–1706), war Jesuitenschüler. 1650 begann er seine Karriere beim Kardinal Retz. 1661 gelang ihm der Eintritt in das Kabinett des Königs. 1666 ging er auf Empfehlung von César d’Estrées in diplomatischer Mission zu Maria Francisca Elisabeth von Savoyen, Königin von Portugal, und nahm seinen Bruder mit. Von dort ging er 1669 nach London und 1670 zurück nach Paris. Die nächsten Jahre verbrachte er im diplomatischen Dienst in Köln, Münster und Osnabrück, sowie drei Jahre in Berlin. 1776 heiratete er die reiche Tochter (* 1652) des Bauministers (surintendant) Antoine de Ratabon (1617–1670) und kaufte die Stelle eines Kabinettssekretärs des Königs. 1679 verhandelte er erfolgreich den Frieden von Nimwegen, wurde Mitglied der Académie française (Sitz Nr. 22), zu der er seit langem Kontakte unterhielt, und noch im gleichen Jahr bis 1688 bevollmächtigter Botschafter am Regensburger Reichstag. Nachdem er schon 1675 die Baronnie Crécy-Couvé (südwestlich Dreux) erworben hatte, durfte er sich ab 1681 Graf von Crécy nennen. 1697 unterzeichnete er den Frieden von Rijswijk. Er starb siebzigjährig und wurde in der Kirche von Crécy-Couvé beigesetzt.